# Ahuatamimilol
Ahuatamimilol är en ort i Mexiko.   Den ligger i kommunen Tlatlauquitepec och delstaten Puebla, i den sydöstra delen av landet, 190 km öster om huvudstaden Mexico City. Ahuatamimilol ligger 909 meter över havet och antalet invånare är 135.
Terrängen runt Ahuatamimilol är kuperad norrut, men söderut är den bergig. Runt Ahuatamimilol är det ganska tätbefolkat, med 134 invånare per kvadratkilometer. Närmaste större samhälle är Teziutlan, 19,4 km söder om Ahuatamimilol. I omgivningarna runt Ahuatamimilol växer i huvudsak städsegrön lövskog.